# ジェームズ・ブランデル

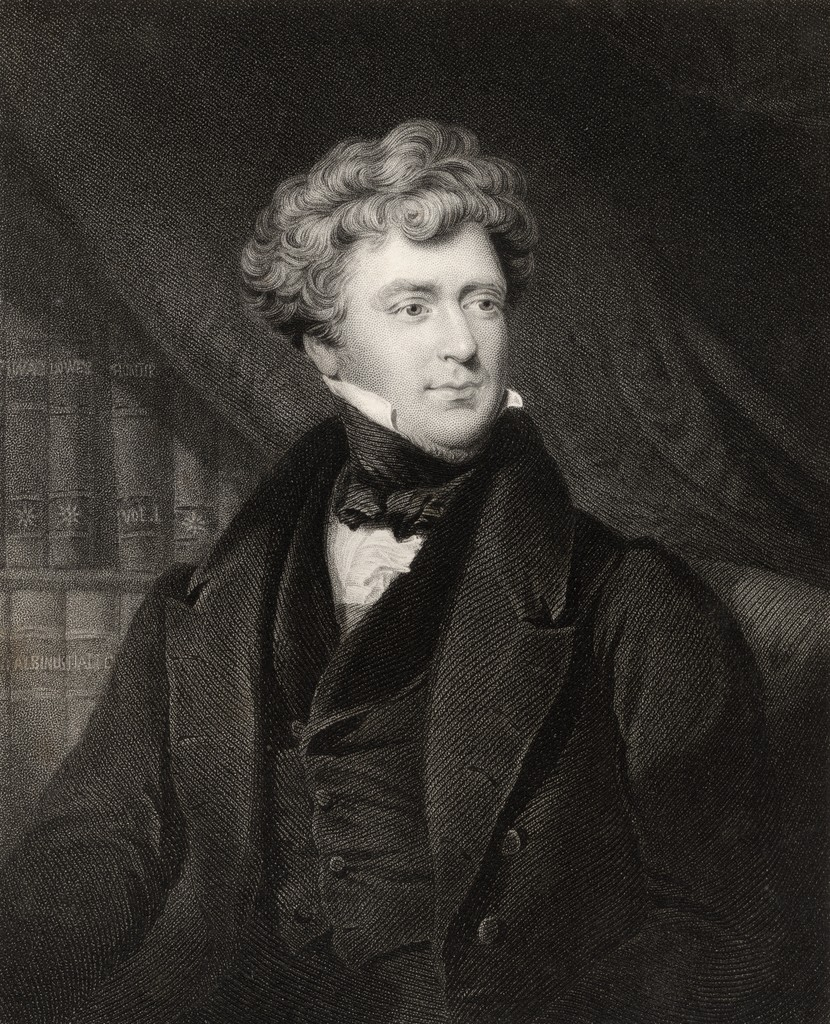
James Blundell c. 1820.

ジェームズ・ブランデル（James Blundell、1791年1月19日 - 1878年1月15日）は、イギリスの産科医である。19世紀はじめに人から人への輸血を行った。
ロンドンで実業家の家に生まれた。牧師のトーマス・トムソンと出産用の器具を開発した叔父のジョン・ヘイトンから教育を受け、医学に興味を持ち、ガイ病院で学んだ。エジンバラ大学で1813年に医学の博士号を得た。産科、生理学の講師となり、叔父のあとを継いでロンドン最大の産科・婦人科病院であるガイ病院の講師となった。出産後の出血で死亡する患者の多いことに悩んだブランデルは輸血によって失血を補うことを考えた。当時、ジョン・リーコック（John Leacock）が輸血が患者に有害であるとしていたが、系統的な動物実験を行い、血液の凝固が始まる前にすみやかに輸血が行われるならば効果があると考えた。注射器を使った輸血法をおこなった。1818年12月22日に内出血で死にかかっている男性患者に輸血を行い、患者は2日半ほど元気を取り戻した後死亡し、その後合計10人の患者に輸血を行い、その内5人が生き延びた。完全な成功を得たとはいえないが、ブランデルの報告は、ふたたび欧米で輸血に関する関心を復活させ、多くの医師が輸血治療を行うようになった。しかしながらまだ血液型の知識のない時代であり、器具の殺菌も不十分な時代であったので、輸血の成功率は低く19世紀末にはふたたび輸血は下火になることになった。